# The Fox and the Rabbit
The Fox and the Rabbit est un court métrage produit par le studio Robert Winkler Productions et sorti le 23 septembre 1935.

## Fiche technique
- Titre  : The Fox and the Rabbit
- Réalisateur : Walter Lantz
- Scénario : Walter Lantz
- Producteur : Walter Lantz
- Production : Walter Lantz Productions
- Distributeur : Universal Pictures
- Date de sortie : 23 septembre 1935[1]
- Musique: James Dietrich
- Format d'image : Noir et Blanc
- Langue : (en)
- Pays de production :  États-Unis